# ميخائيل ليونارد
ميخائيل ليونارد (20 فبراير 1974 - ) (بالإنجليزية: Michael Leonard)‏ هو لاعب كريكت بريطاني. شارك في دورة ألعاب الكومنولث 2006.